# Université de l'Essex
L'université de l'Essex (en anglais : University of Essex) est une université anglaise située dans le comté de l'Essex. L'université possède trois campus: le principal à Colchester, et deux autres secondaires à Southend et Loughton (Londres). L'université, fondée en 1964, fait partie des plate-glass universities (en), ("universités aux baies vitrées"), fondées dans les années 1960.
Son département de science politique est l'un des plus réputés d'Europe. Le classement de Shanghai le classe ainsi à la 28e place mondiale en 2019 et 33e dans le classement QS. 
L'université d'Essex a développé de nombreux partenariats avec des universités étrangères, notamment la Nanyang Academy of Fine Arts (en) ou la Kaplan Singapore, de Singapour. En France, elle possède des partenariats avec les universités Jean Moulin (Lyon III), Capitole (Toulouse I), Paris Ouest Nanterre et Côte d'Azur pour un cursus de droits anglais et français ; ainsi qu'avec l'université Paris II Panthéon-Assas pour le cursus de science-politique.

## Campus
Le principal campus à Colchester est situé au cœur du domaine de Wivenhoe Park.

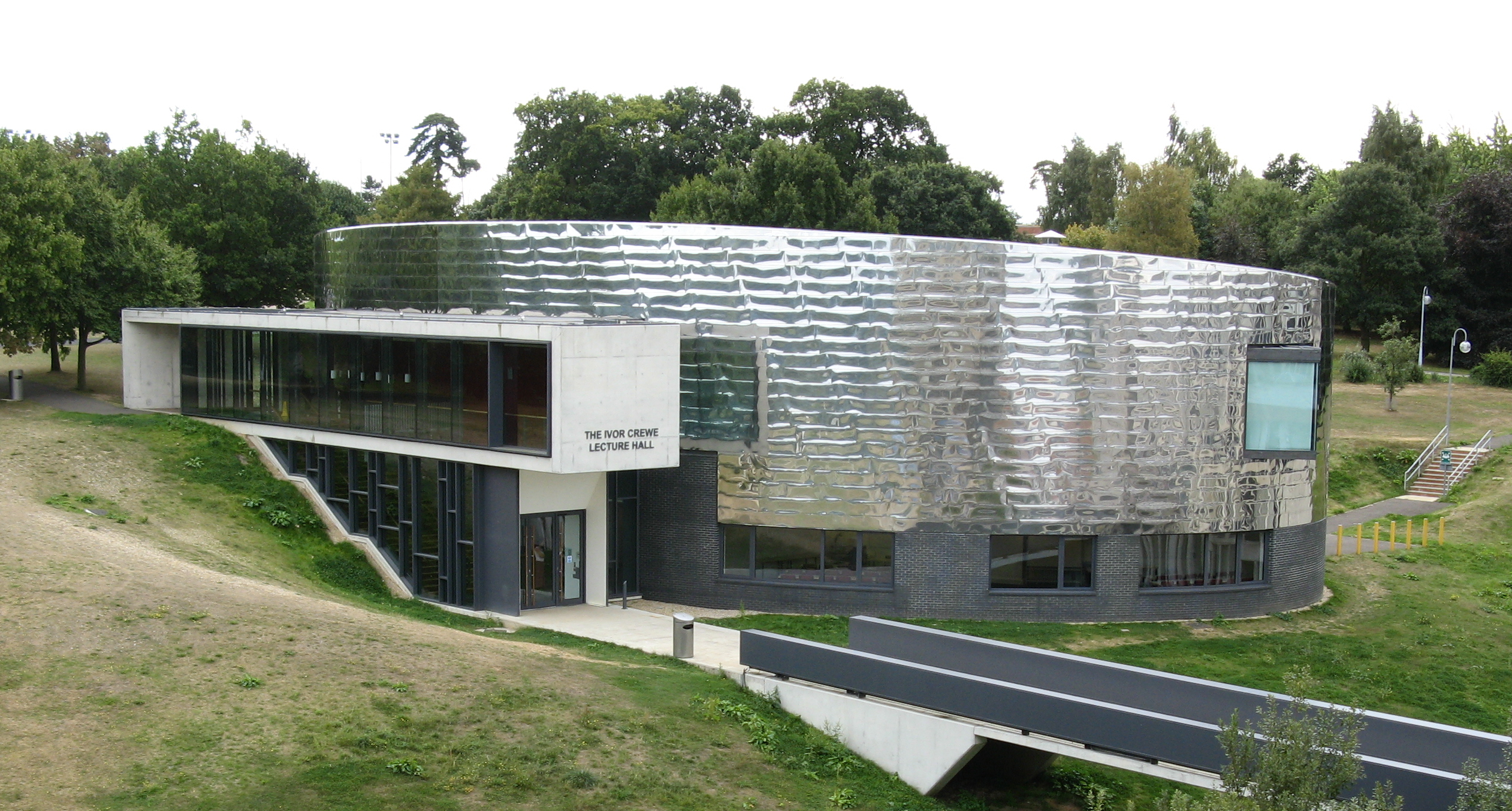
Ivor Crewe Lecture Hall, principal amphithéâtre de l'université.

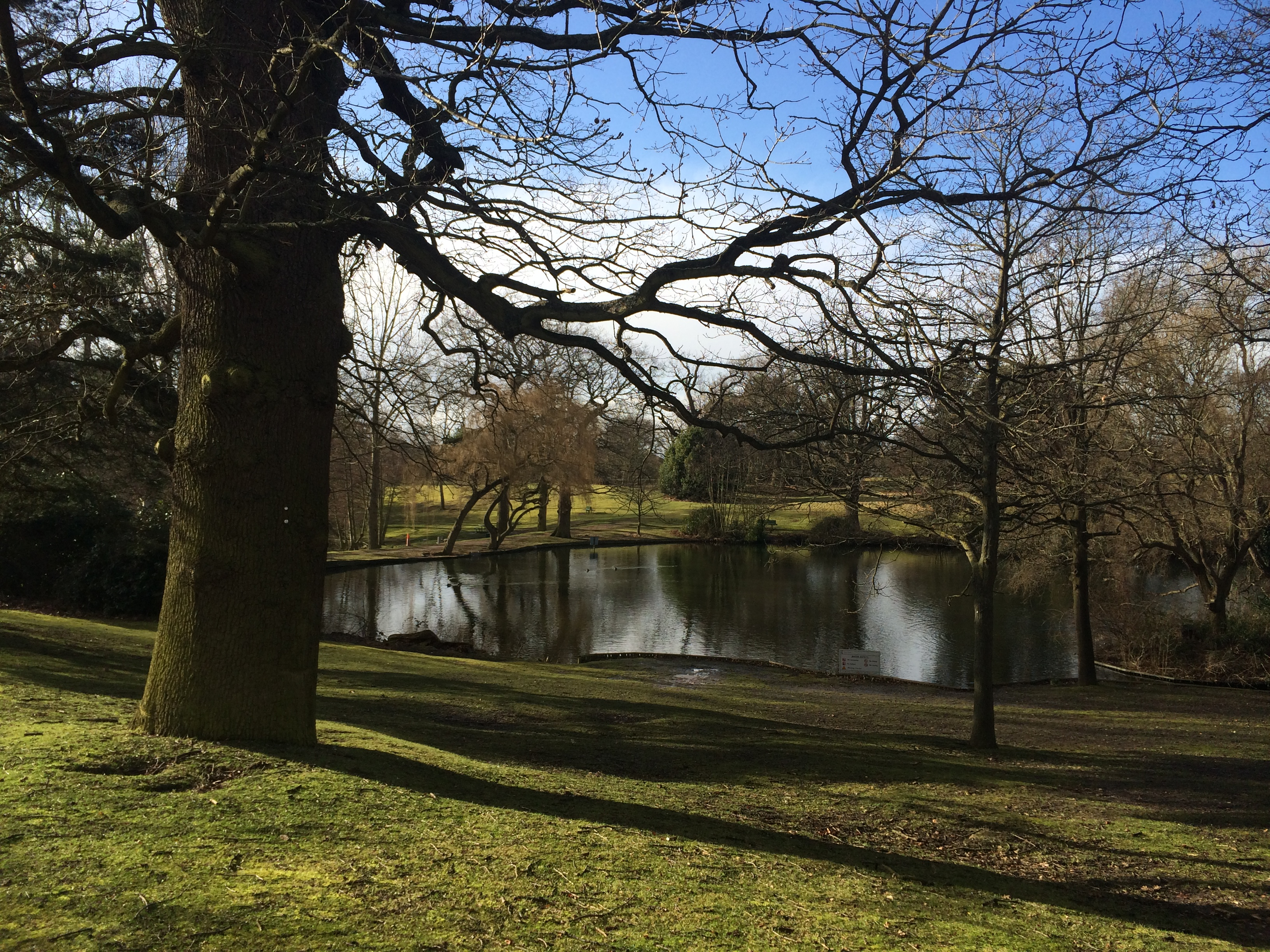
Vue du parc du campus, près de la bibliothèque.

L'université dispose de plusieurs types de logements étudiants, répartis en différents endroits du campus.

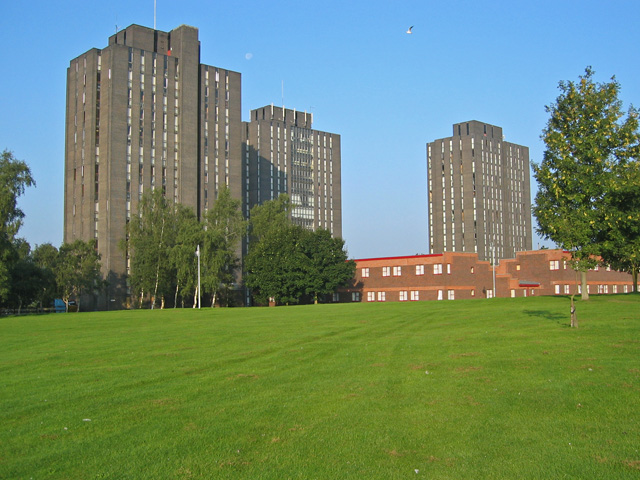
Towers.

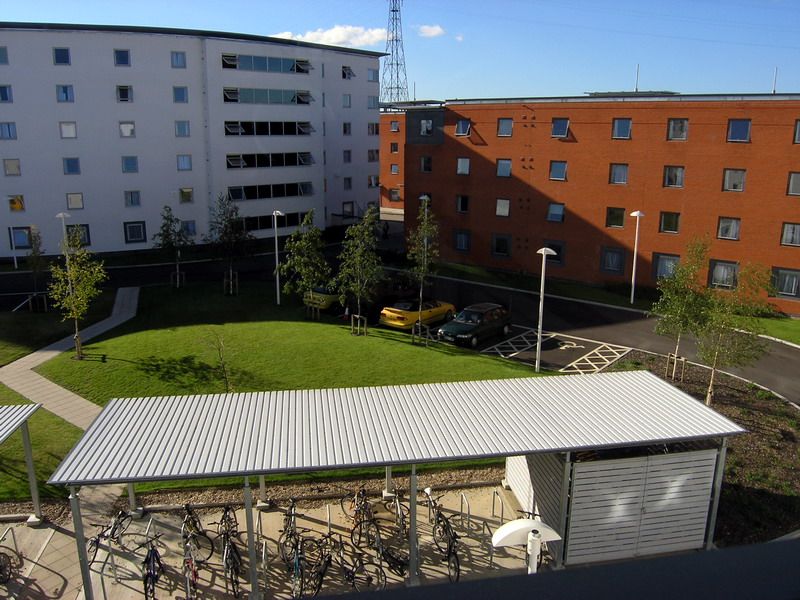
South Quays.

## Personnalités liées à l'université

### Étudiants
- Yánis Varoufákis, ministre des Finances grec du gouvernement d'Aléxis Tsípras
- David Yates, réalisateur des trois derniers opus de la saga Harry Potter
- Óscar Arias Sánchez, ancien président du Costa Rica et Prix Nobel de la paix 1987
- Christopher Pissarides, professeur à la London School of Economics et Prix Nobel d'économie 2010
- Hoshyar Zebari, ministres des Affaires étrangères de l'Irak (2003-2014) ainsi que vice premier-ministre (2014-2016).
- Oussama Mellouli, nageur tunisien, double champions olympique (et une médaille de bronze) et quadruple champion du monde.
- Rodolfo Neri Vela, premier spationaute mexicain.
- John Bercow, président de la Chambre des communes de 2009 à 2019.
- Daniel Libeskind, architecte du One World Trade Center.
- Marie Mendras, politologue, spécialiste de la Russie. Diplômé de Harvard, elle est professeure à Sciences Po.
- Sima Sami Bahous, diplomate jordanienne. Actuelle ambassadrice auprès de l'Organisation des Nations unies et directrice exécutive de l'ONU Femmes.
- Nathan Zach, poète israélien
- Driss Benzekri, homme politique marocain, ancien opposant à Hassan II et militant des droits de l'homme.
- Sirikan Charoensiri, avocate thaïlandaise spécialisée dans les droits de l'homme.
- Trevor Lummis
- Dimitrij Rupel, ministre des Affaires étrangères slovène (1990-1993, 2000-2008) et ambassadeur aux États-Unis.
- Aletta Norval (1960-), théoricienne politique sud-africaine
- Nick Broomfield
- Ben Okri
- Leanne Cullen-Unsworth, biologiste britannique du milieu maritime
- Chantal Mouffe
- Jamie Oliver, chef cuisinier et animateur de télévision.
- George Provopoulos, gouverneur de la Banque de Grèce de juin 2008 à juin 2014
- Mark Watson-Gandy, barrister.
- Fatima Sadiqi, professeure de linguistique et d'étude de genres
- Randa Siniora, militante palestinienne des droits humains et des droits des femmes.